# Moritz Sauter
Moritz Sauter (* 3. Januar 2003 in Augsburg) ist ein deutscher Handballspieler.

## Karriere

### Im Verein
Moritz Sauter spielte in der Jugend zunächst für den HC Erlangen, bis er 2017 mit 14 Jahren in die Jugend der Füchse Berlin wechselte. In der Saison 2021/22 stand er erstmals im Kader des Bundesligateams. Ab der Saison 2022/23 spielte er hauptsächlich über ein Zweitspielrecht für den Zweitligisten VfL Potsdam. Besonders in der EHF European League stand er aber regelmäßig im Kader von Berlin. Mit Potsdam stieg er 2024 als Zweitligameister in die 1. Bundesliga auf. Im Sommer 2024 unterschrieb er einen Zweijahresvertrag für den HSV Hamburg, der Anfang 2025 bis 2029 verlängert wurde.

### In Auswahlmannschaften
Mit der Juniorennationalmannschaft wurde er bei der U-21-Weltmeisterschaft 2023 in Deutschland und Griechenland Weltmeister.

## Privat
Neben dem Handball studiert er Medizintechnik.